# Nchimunya Mweetwa
Nchimunya Mweetwa (Lusaka, 23 marzo 1984) è un ex calciatore zambiano, di ruolo attaccante.

## Carriera

### Club
Ha giocato nella massima serie finlandese.

### Nazionale
Nel 2005 ha giocato tre partite con la nazionale zambiana, realizzandovi anche tre reti.

## Statistiche

### Cronologia presenze e reti in nazionale
| Cronologia completa delle presenze e delle reti in nazionale ― Zambia | Cronologia completa delle presenze e delle reti in nazionale ― Zambia | Cronologia completa delle presenze e delle reti in nazionale ― Zambia | Cronologia completa delle presenze e delle reti in nazionale ― Zambia | Cronologia completa delle presenze e delle reti in nazionale ― Zambia | Cronologia completa delle presenze e delle reti in nazionale ― Zambia | Cronologia completa delle presenze e delle reti in nazionale ― Zambia | Cronologia completa delle presenze e delle reti in nazionale ― Zambia |
| Data                                                                  | Città                                                                 | In casa                                                               | Risultato                                                             | Ospiti                                                                | Competizione                                                          | Reti                                                                  | Note                                                                  |
| --------------------------------------------------------------------- | --------------------------------------------------------------------- | --------------------------------------------------------------------- | --------------------------------------------------------------------- | --------------------------------------------------------------------- | --------------------------------------------------------------------- | --------------------------------------------------------------------- | --------------------------------------------------------------------- |
| 11-6-2005                                                             | Lusaka                                                                | Zambia                                                                | 3 – 0                                                                 | eSwatini                                                              | CECAFA Cup 2005                                                       | -                                                                     | 65’                                                                   |
| 25-9-2005                                                             | Chililabombwe                                                         | Zambia                                                                | 2 – 2                                                                 | RD del Congo                                                          | Amichevole                                                            | 1                                                                     |                                                                       |
| 1-10-2005                                                             | Monrovia                                                              | Liberia                                                               | 0 – 5                                                                 | Zambia                                                                | Qual. Mondiali 2006                                                   | 2                                                                     |                                                                       |
| Totale                                                                |                                                                       | Presenze                                                              | 3                                                                     |                                                                       | Reti                                                                  | 3                                                                     |                                                                       |

## Palmarès

### Club

#### Competizioni nazionali
- Ykkönen: 1

RoPS: 2010